# Pál Eszter
Pál Eszter (Visk, 1983–) Liszt Ferenc-díjas kárpátaljai magyar énekesnő, a Magyar Állami Népi Együttes énekes-szólistája.

## Tanulmányai
Családja több évtizede foglalkozik népzenével, népműveléssel, a felnövekvő generáció zenei nevelésével, mely által megteremtett szellemiség egyértelmű irányadója volt pályaválasztásának is.
Középiskolai tanulmányait a debreceni Kodály Zoltán Zeneművészeti Szakközépiskolában kezdte mint zongorista (1998–2002). Főiskolai tanulmányait párhuzamosan végezte a Debreceni Egyetem Zeneművészeti Karán zongoratanár, kamaraművész szakon (2002–2006), valamint a Nyíregyházi Tanárképző Főiskola ének-zene, népzene szakán (2004–2008). Ezek alatt az évek alatt olyan kiváló tanárok hatottak zenei fejlődésére, mint Darányi Lajos, Berkesi Sándor, Grünwald Béla, Juhász Erika. 2007-ben felvételt nyert a Liszt Ferenc Zeneművészeti Egyetemen elsőként megalakult népzene tanszak „történelmi” évfolyamába. Itt többek között olyan mesterek tanították a népzene, népdal szeretetére mint Bodor Anikó, Szvorák Katalin, Fábián Éva, Bárdos Ildikó, Nyitrai Mariann, Budai Ilona, Sebő Ferenc és Halmos Béla.
2007–2010 között a Liszt Ferenc Zeneművészeti Egyetem, BA népi ének előadóművész szakán, 2010–2012 között ugyanott MA népi ének tanári szakon tanult.

## Pályafutása
2007-től a Váci Pikéthy Tibor Zeneművészeti Szakközépiskola népiénektanára, valamint a II. Rákóczi Ferenc Kárpátaljai Magyar Tanárképző Főiskola ének-zene tanára. 2008 óta a Magyar Állami Népi Együttes zenekarának, Pál István „Szalonna” és bandája énekesnője.
2014-ben megjelent első szólóalbuma Napot, Holdat, Csillagot címmel, amelyről a következőket írják: „Nem is az izgalmak és az újítások itt az érdekesek, hanem az elmélyülés, az emelkedettség. Kiváltképp erős az anyag, hibátlan a megszólalás, tömény és megbonthatatlan a világa."
Eddigi pályája során együtt dolgozhatott az ország kiemelkedő alkotóművészeivel, társulataival, muzsikusaival. Többek között Vidnyánszky Attilával (Beregszászi Illyés Gyula Magyar Nemzeti Színház, Budapesti Nemzeti Színház), Kiss Jánossal (Győri Balett), Mihályi Gáborral (Magyar Állami Népi Együttes).
Az énekléssel, alkotással párhuzamosan kiemelt szerepet kap életében a tanítás. 2000-től rendszeresen részt vesz a kárpátaljai népzenei táborok, mesterkurzusok szervezésében, népdaloktatásában.

## Színházi munkák
- https://www.theater.hu/hu/szinhazak/beregszaszi-szinhaz--116/eloadasok/bal-a-pusztan--11760.html Illyés Gyula: Bál a pusztán /1993./] Beregszászi Színház, gyermekszínész
- http://csokonaiszinhaz.hu/archivum/szocs-geza-liberte-56/ Archiválva 2023. február 2-i dátummal a Wayback Machine-ben Szőcs Géza: Liberté ’56 /2006/ Csokonai Színház,] A zongorista lány szerepében
- http://www.magyarnepmeseszinhaz.hu/repertoar/kozma-andras-a-csillagszemu Kozma András: A csillagszemű mesejáték /2009/] Csokonai Színház, Énekes szerepében
- https://nemzetiszinhaz.hu/eloadas/meses-ferfiak-szarnyakkal Zsukovszkij-Szénási- Lénárd: Mesés Férfiak szárnyakkal /2010/] Nemzeti Színház, Natasa szerepében
- https://gyoribalett.hu/eloadasok/romance-kodaly-zoltan-muveire/ Romance]-Kodály Zoltán műveire /2017./ Győri Balett, Énekes szerepében

## Zeneszerzői, zenei szerkesztői munkák
- http://csokonaiszinhaz.hu/archivum/kozma-andras-a-csillagszemu/ Archiválva 2023. február 2-i dátummal a Wayback Machine-ben Kozma András: A csillagszemű /2009/] Csokonai Színház, Rendezte: Horváth Patrícia
- https://nemzetiszinhaz.hu/eloadas/meses-ferfiak-szarnyakkal Zsukovszkij- Szénási- Lénárd: Mesés Férfiak szárnyakkal], Rendezte: Vidnyánszky Attila
- https://www.budapestarena.hu/program/magyar-menyegzo Magyar menyegző, Ezüstlakodalom] c. produkció, Rendezte: Novák Eszter
- https://hagyomanyokhaza.hu/hu/mane/program/megidezett-karpatalja Megidézett Kárpátalja], Hágókon innen és túl, Magyar Állami Népi Együttes,Rendező-koreográfus:Mihályi Gábor
- https://hagyomanyokhaza.hu/hu/mane/program/tanckanon-hommage-kodaly-zoltan/20220930-1900 Tánckánon, Hommage à Kodály Zoltán], Magyar Állami Népi Együttes, Rendező-koreográfus: Mihályi Gábor

## Díjak, kitüntetések
- 1992: Pro Cultura Hungarica díj (Tiszapéterfalvi Gyermekkar)
- 2000: Európa díj a népművészetért díj (Tiszapéterfalvi Gyermekkar)
- 2004: Országos Főiskolai kamaraverseny I. helyezés (zongoristaként)
- 2006: Országos Főiskola Bach Zongoraverseny Különdíj (zongoristaként)
- 2008: Bezerédj-díj (Pál család)
- 2009: „Együtt, a jövőről" CIB Bank ösztöndíja (zeneakadémiai hallgatóként)
- 2010: Országos Tanítási Verseny kiemelkedő foglalkozásáért díj (zeneakadémiai hallgatóként)
- 2013 Népművészet Ifjú Mestere cím (népdalénekesként)
- 2014: Magyar Örökség díj (Szalonna és Bandája)
- 2015: Pál István „Szalonna” és Bandája: Népzene a Kárpát-medencéből (aranylemez)
- 2018: Magyar Ezüst Érdemkereszt díj (előadóművészként)
- 2025: Liszt Ferenc-díj[6]